# 아바테조
아바테조(이탈리아어: Abbateggio)는 이탈리아 아브루초주 페스카라도에 위치한 코무네다.
이곳에 마을이 존재했다는 기록은 10세기까지 거슬러 올라간다.
아바테조의 경제 수단은 올리브. 곡물, 과일들을 기르는 농업에 기반을 두고 있으며, 꿀도 생산한다.
이곳에 있는 쿠사노(Cusano) 거리 지구에는 고대 시대의 성 폐허와 초기 중세시대의 건물들이 존재한다.